# Canavalia rosea
Canavalia rosea är en ärtväxtart som först beskrevs av Olof Swartz, och fick sitt nu gällande namn av Dc. Canavalia rosea ingår i släktet Canavalia och familjen ärtväxter. Inga underarter finns listade i Catalogue of Life.

## Bildgalleri

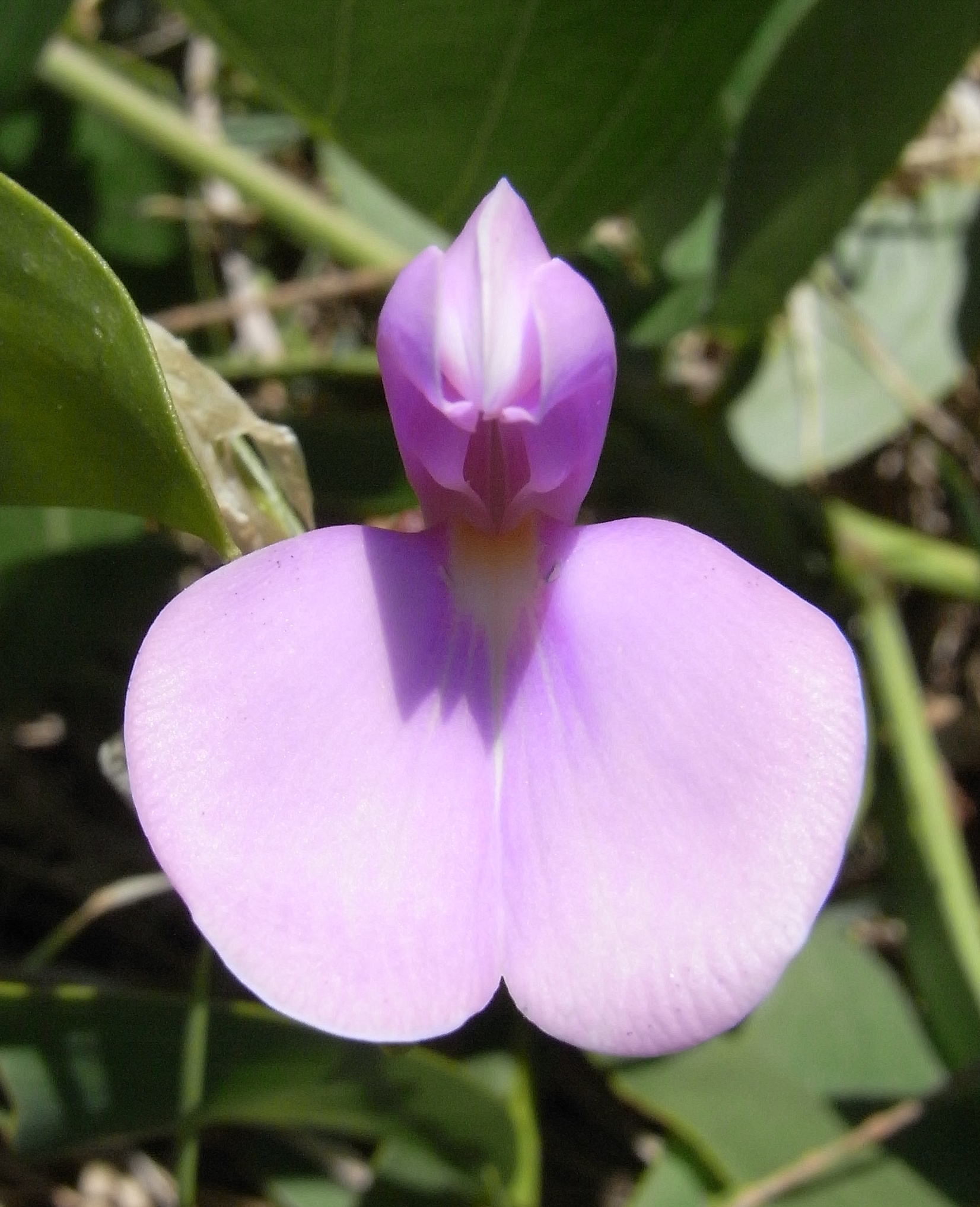
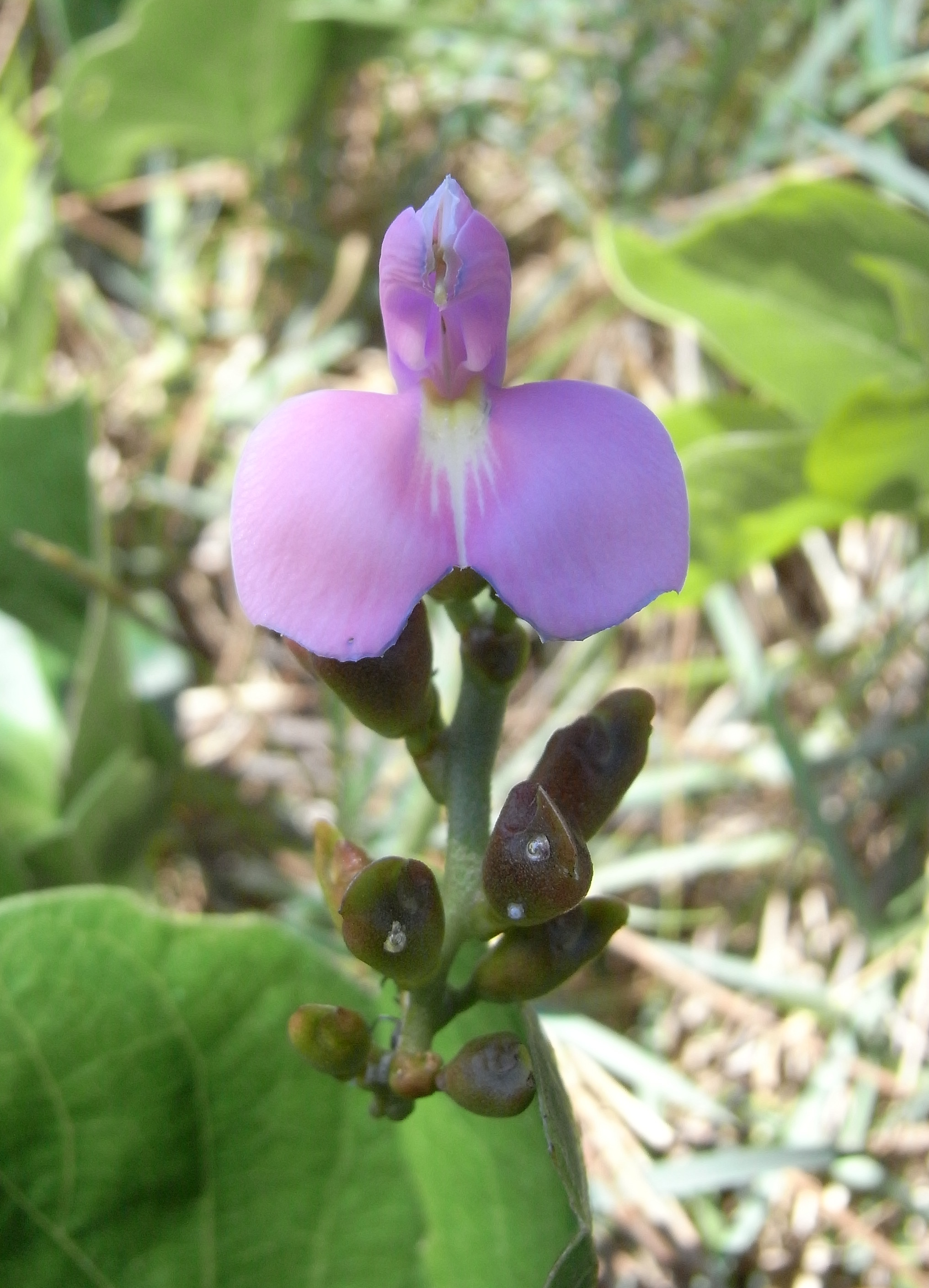
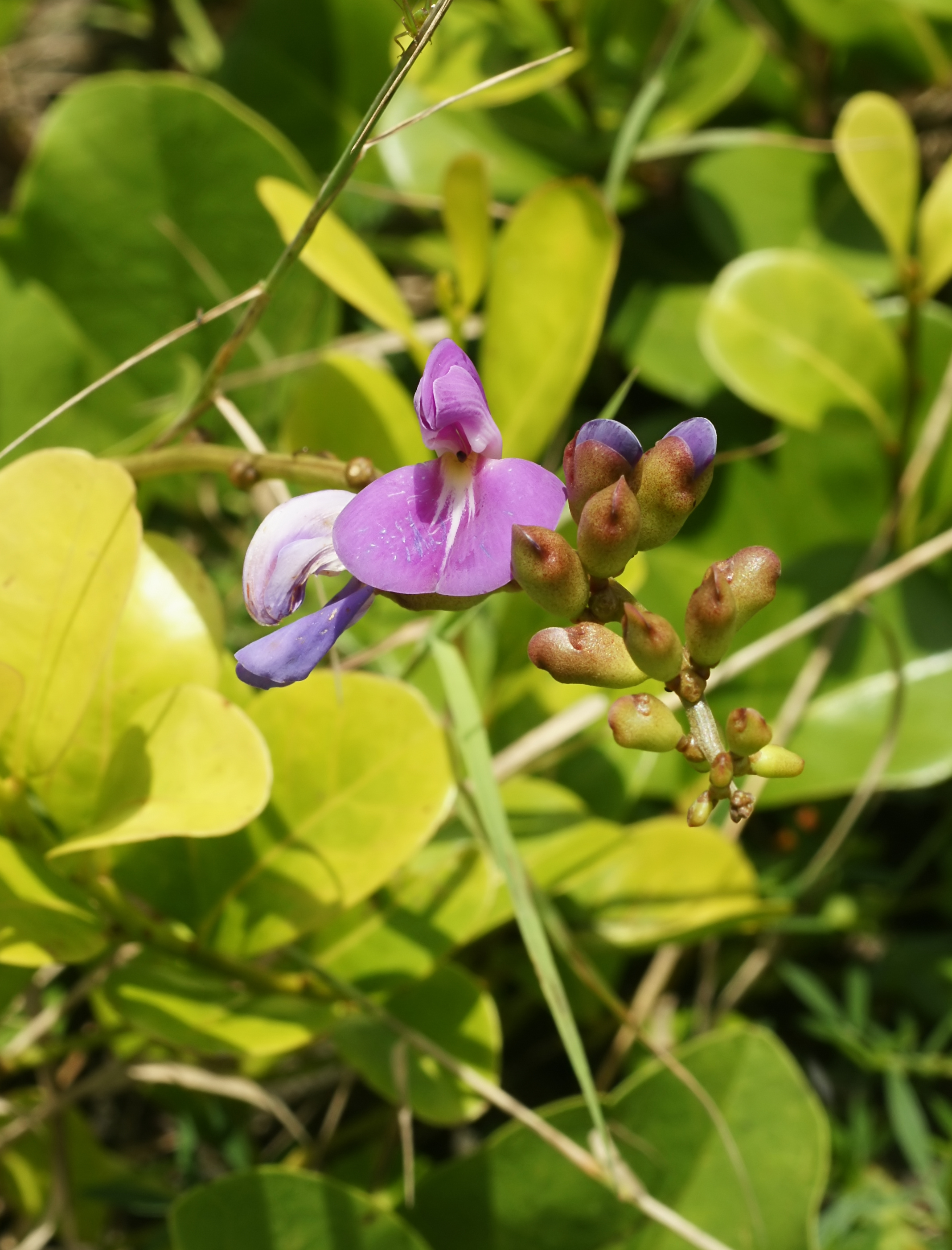
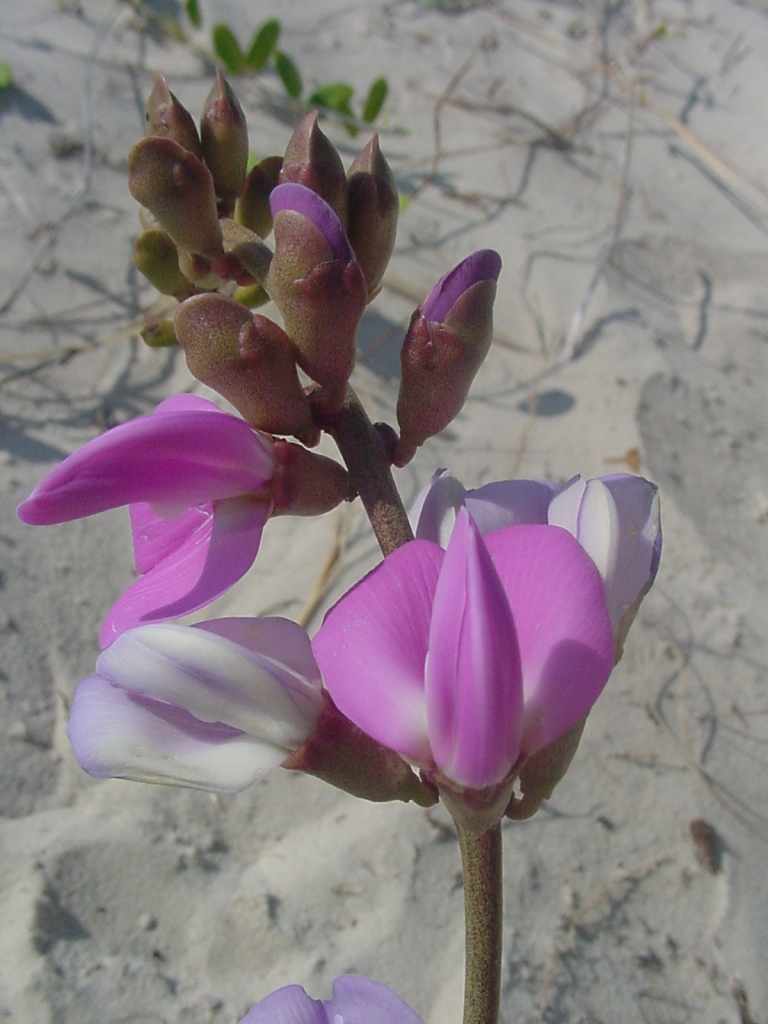
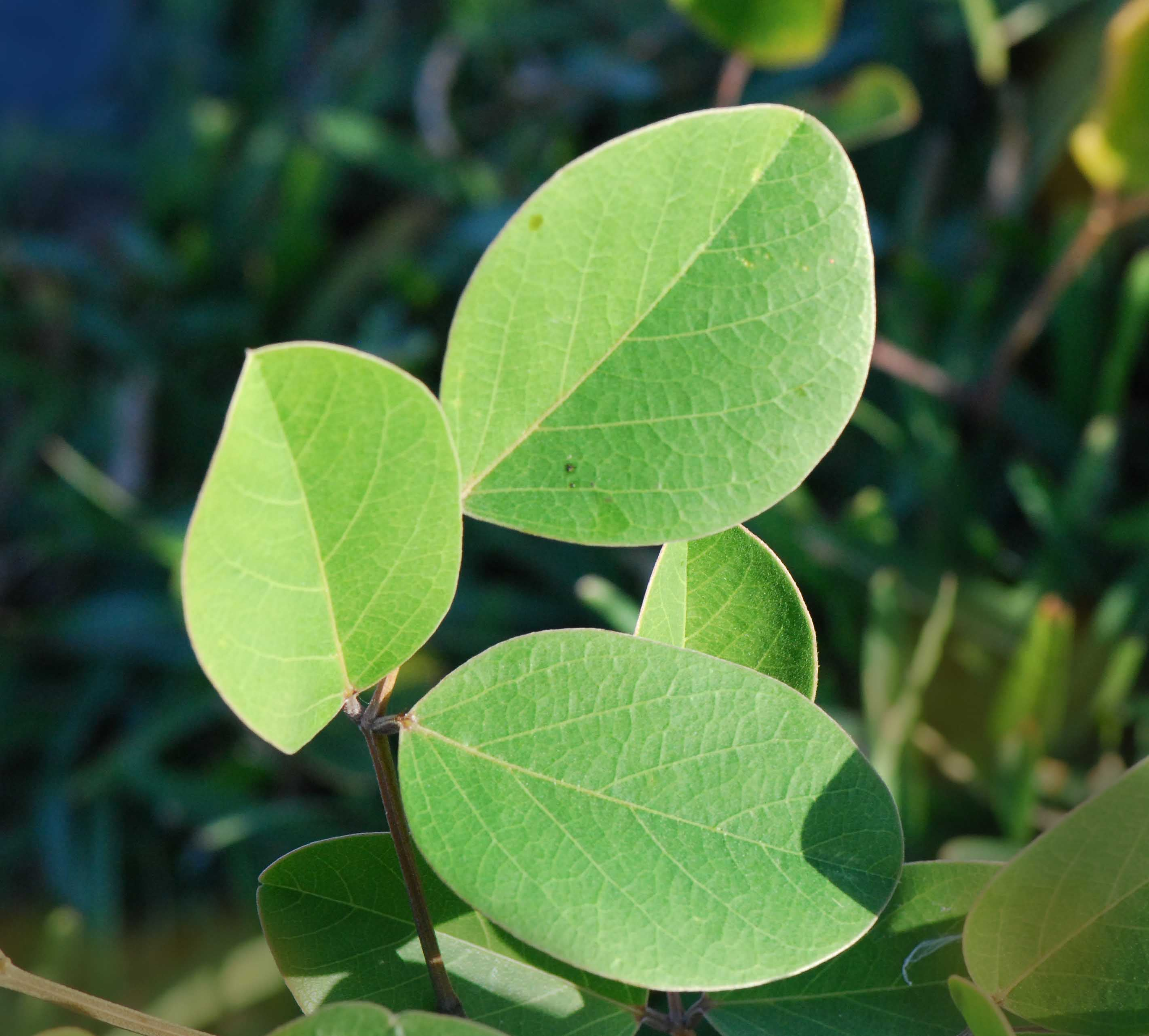
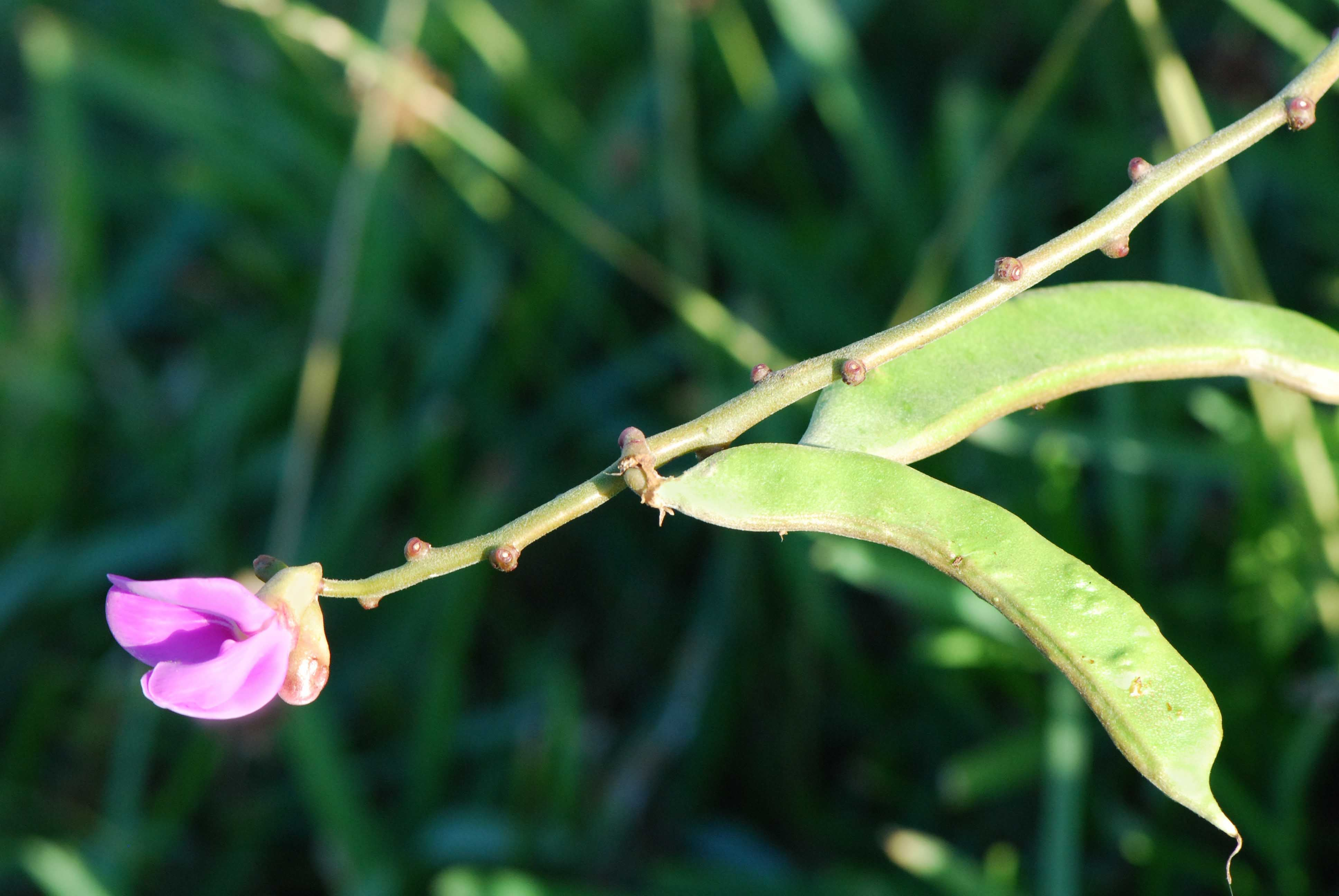
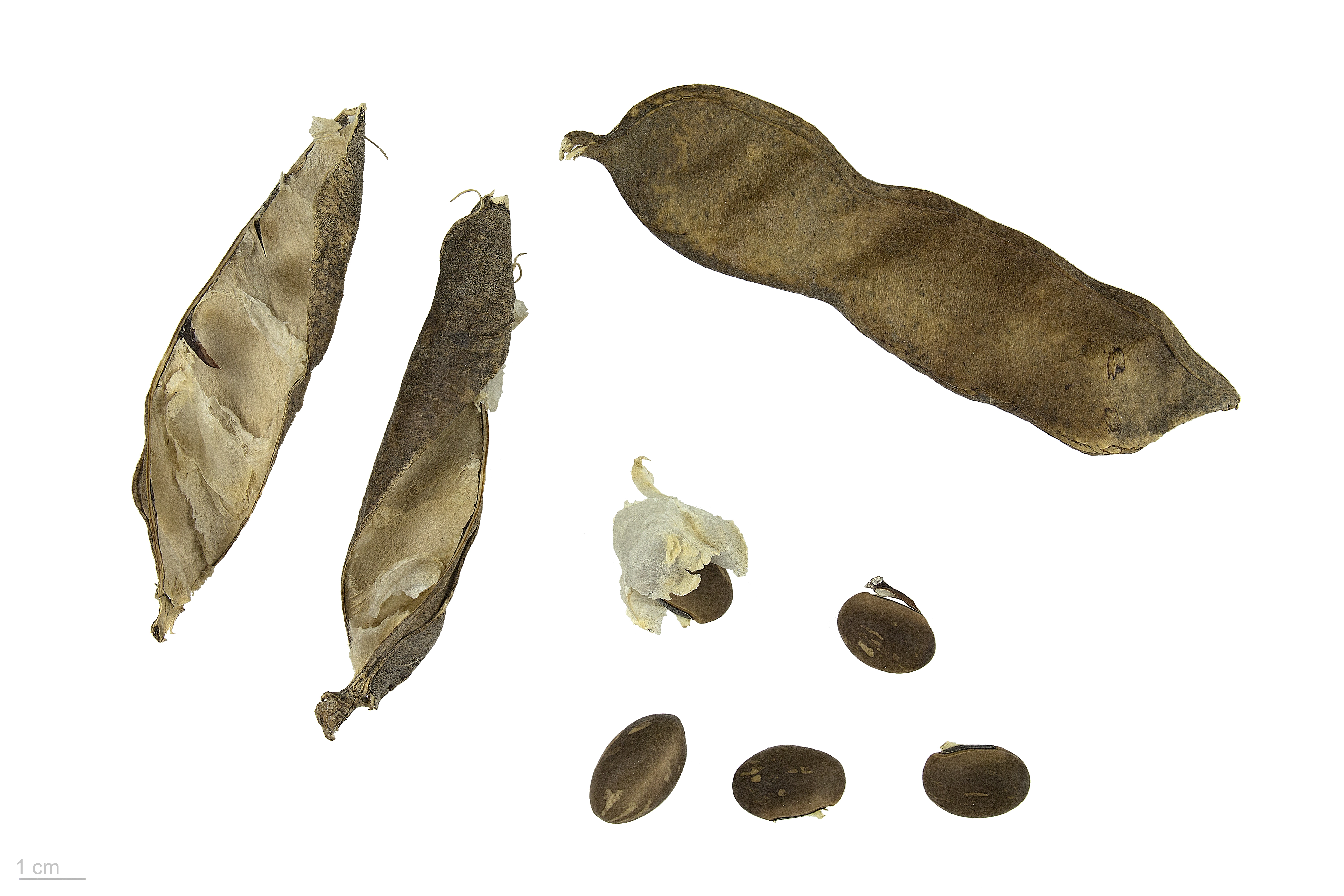
Canavalia rosea